# Aeroport Internacional de Goma
L'Aeroport Internacional de Goma (IATA:GOM, OACI: FZNA) és un aeroport internacional ubicat als afores de la ciutat de Goma, a la República Democràtica del Congo, prop de la frontera amb Rwanda.
Construït inicialment amb una pista de 3.000 metres de longitud, l'erupció del volcà Nyiragongo al gener de 2002 va sepultar part de la pista, deixant utilitzables només 2.000 dels 3.000 originals. La lava també va cobrir part de la ciutat de Goma i va arribar al llac Kivu. Es van perdre part dels carrers de rodadura, originant que la plataforma de l'aeroport i la terminal quedessin aïllades. Un Douglas DC-8 va quedar atrapat en l'antiga plataforma, que ara només poden fer servir helicòpters.
Per permetre l'operació en la resta de la pista, es va construir una plataforma provisional a l'extrem sud.
Tant en les instal·lacions com a l'espai aeri d'aquest aeroport s'han produït nombrosos accidents, com per exemple el del 15 d'abril de 2008, quan un McDonnell Douglas DC-9 de Hewa Bora Airways va intentar enlairar-se des de l'aeroport però es va estavellar en un mercat situat a poca distància de la pista. Van morir 40 persones. Un altre accident destacat va tenir lloc el 2013, en un avió de la Compagnie Africaine d'Aviation.

## Serveis regulars
| Aerolínies                     | Destinacions                                                           |
| ------------------------------ | ---------------------------------------------------------------------- |
| Compagnie Africaine d'Aviation | Kinshasa, Kisangani                                                    |
| Hewa Bora Airways              | Beni, Bukavu, Bunia, Entebbe, Kananga, Kinshasa, Kisangani, Mbuji-Mayi |
| TMK Air Commuter               | Beni, Bunia, Butembo, Entebbe                                          |
| Wimbi Dira Airways             | Kisangani                                                              |